# لوتشيانو كاروسو
لوتشيانو كاروسو (بالإيطالية: Luciano Caruso)‏ هو ملحن إيطالي، ولد في 19 يوليو 1957.

## وصلات خارجية
- لوتشيانو كاروسو على موقع ميوزك برينز (الإنجليزية)
- لوتشيانو كاروسو على موقع أول ميوزيك (الإنجليزية)
- لوتشيانو كاروسو على موقع ديسكوغز (الإنجليزية)